# Howard Snell
Howard Snell (Wollaston, 21 september 1936) is een Brits componist, dirigent, muziekpedagoog en trompettist. 

## Levensloop
Snell studeerde als hoofdvak trompet aan de Royal Academy of Music in Londen en werd daarna lid van het London Symphony Orchestra (LSO). Daar werd hij 1e trompettist en later behoorde hij ook tot het bestuur van het LSO. Naast deze werkzaamheden was hij van 1968 tot 1976 1e trompettist in de London Sinfonietta en het English Chamber Orchestra. Na een aantal jaren stichtte en dirigeerde hij het Wren Orchestra, dat meer dan 10 jaar met het omroepgezelschap Capital Radio samenwerkte. 
In 1978 kwam hij in contact met de wereld van de brassbands en vanaf dat moment werd hij een van de invloedrijkste mensen op die gebied. In 1978 werd hij dirigent van de Desford Colliery Band. Een jaar later werd hij met deze band tweede tijdens de British Open Brass Band Championships. In 1980 werd hij met deze band derde bij de National Brass Band Championships. Tijdens de European Brass Band Championships 1986 in Cardiff behaalde hij voor de uitvoering van het verplichte werk The Year of the Dragon van Philip Sparke 5 punten meer dan de tweedeprijswinnaar in deze categorie, de Black Dyke Mills Band. 
In 1988 werd Howard Snell met een niet-Britse brassband winnaar van de European Brass Band Championships 1987. De Noorse band Eikanger–Bjorsvik Musikklag was onder zijn leiding in de conservatieve brassband-wereld beter dan een Britse band; dat was net als een seismische shock. En in het volgde jaar herhaalde de Noorse band deze overwinning. 
In 1987 beëindigde Snell zijn succesvolle samenwerking met de Desford Colliery Band, maar de samenwerking met een andere Britse top-brassband, de Britannia Building Society Band bracht hen in 1992 opnieuw de overwinning op het European Brass Band Championships 1992 in Cardiff, wederom met het werk  The Year of the Dragon van Philip Sparke. 
Hij is ook dirigent van de Royal Northern College of Music Brass Band in Manchester, van de Brass Band of Battle Creek in Michigan en van de The Williams Fairey Engineering Band. 
Als muziekpedagoog en professor werkt hij aan de Royal Academy of Music in Londen en aan het Royal Northern College of Music (RNCM) in Manchester.

## Composities

### Werken voor brassband
- 1998-1999 Excelsior!
- Bank Holiday
- Dream Nocturne...
- Exibition Can Can
- Four Bagatelles
  1. Refrains and Choruses
  2. Ballad
  3. Improvisation
  4. Galop
- Greensleeves
- Images of the Millennium
  1. Scherzo - The Crystal Palace
  2. Dream - Nocturne
  3. Odyssey
- Oration, voor eufonium solo en brassband
- Postcard from Mexico
- Variations on "Drink to me Only", voor eufonium solo en brassband

### Kamermuziek
- Fantasy, voor eufonium
- Four Bagatelles, voor tenorhoorn

## Publicaties
- Howard Snell: The Art of Practice,  ISBN 1-905203-28-4